# Arvika BK
Arvika BK var en idrottsförening från Arvika i Värmlands län, bildad 1918. I fotboll nådde föreningen som bäst en sjätteplats i division 2. Detta skedde debutsäsongen 1937/1938. Tyngre gick det påföljande säsong då klubben slutade näst sist och degraderades. Arvika BK tog sig dock kvickt tillbaka genom att vinna Division 3 nordvästra 1939/1940 före Forshaga IF. Säsongen 1940/1941 gjorde klubben sin tredje och, skulle det senare visa sig, sista säsong i division 2.
Efter säsongen 1961 slogs föreningen samman med Arvika FF och Arvika HC 1962 till IFK Arvika.

### Fotnoter
1. ↑  http://www.skovdeik.se/files/opponents/IFK_Arvika.pdf
2. 1 2  ”ARVIKA BK Generell Information”. svenskafotbollsklubbar.se. http://www.svenskafotbollsklubbar.se/showclub.php?clubid=127.
3. ↑  http://www.aik.se/fotboll/statistik/opponent.php?id=1114